# きみと恋のままで終われない いつも夢のままじゃいられない/薔薇色の人生
「きみと恋のままで終われない いつも夢のままじゃいられない / 薔薇色の人生」（きみとこいのままでおわれない いつもゆめのままじゃいられない / ばらいろのじんせい）または「薔薇色の人生 / きみと恋のままで終われない いつも夢のままじゃいられない」は、2019年3月20日に発売された倉木麻衣の42枚目のCDシングル。

## 概要
CDシングルとしては「渡月橋 〜君 想ふ〜」以来約2年ぶりとなる。また、同年5月1日より元号が平成から令和へ改元された為、改元前最後の作品となった。
デビュー20周年を迎える倉木の20周年YEAR第1弾シングルとしてリリースされた。
2曲とも2019年1月5日と翌週12日の2週に渡って1時間スペシャルとして放送されたTVアニメ『名探偵コナン』の「紅の修学旅行」のために書き下ろした楽曲で、「きみと恋のままで終われない いつも夢のままじゃいられない」は主題歌として「薔薇色の人生」はオープニングテーマとして使用された。オープニングテーマへの使用は「DYNAMITE」以来約4年半ぶり、エンディングテーマへの使用は「渡月橋 〜君 想ふ〜」以来約1年半ぶりであり、この2曲で自身の持つギネス世界記録を更新する23回目の『名探偵コナン』とのタイアップとなった。なお、「薔薇色の人生」の歌詞中には過去に名探偵コナンの主題歌に使用された倉木の楽曲のタイトルが随所に盛り込まれており、約20年もの長期に及ぶタイアップの歴史を感じさせる構成になっている。
2019年1月13日には、両曲のTVサイズバージョンの先行配信が各種音楽サイトにて開始され、同年1月21日には「きみと恋のままで終われない いつも夢のままじゃいられない」のフルサイズがbayfmのラジオ番組「ON8+1」にて初めてオンエアされた。
2曲とも2019年8月14日に発売されたアルバム『Let's GOAL! 〜薔薇色の人生〜』および2020年3月25日に発売されたコンピレーション・アルバム『THE BEST OF DETECTIVE CONAN 6 〜名探偵コナン テーマ曲集6〜』に収録されている。
2021年3月6日、同アニメの放送開始から1000回を記念して、これまでにオープニングとエンディング及び、劇場版として発表された楽曲のみが初の主要定額制サブスクリプション及び、ストリーミング配信として一斉に解禁された。
現在、倉木麻衣として最後のCDシングル。

## 収録曲

### 初回盤A・名探偵コナン盤

#### CD（初回盤A・名探偵コナン盤）
1. きみと恋のままで終われない いつも夢のままじゃいられない (4:34)
作詞 - 倉木麻衣 / 作曲・編曲 - 中村泰輔
2. 薔薇色の人生 (3:45)
作詞 - 倉木麻衣 / 作曲・編曲 - 徳永暁人
3. きみと恋のままで終われない いつも夢のままじゃいられない -Instrumental-(4:34)
4. 薔薇色の人生 -Instrumental- (3:41)

#### DVD（初回盤A）
- 「きみと恋のままで終われない いつも夢のままじゃいられない」MV

#### DVD（名探偵コナン盤）
- 「名探偵コナン」特典映像

### 初回盤B

#### CD（初回盤B）
1. 薔薇色の人生 (3:43)
2. きみと恋のままで終われない いつも夢のままじゃいられない (4:37)
3. 薔薇色の人生 -Instrumental- (3:43)
4. きみと恋のままで終われない いつも夢のままじゃいられない -Instrumental- (4:34)

#### DVD（初回盤B）
- 「薔薇色の人生」MV

### 通常盤

#### CD（通常盤）
1. きみと恋のままで終われない いつも夢のままじゃいられない (4:34)
2. 薔薇色の人生 (3:45)
3. きみと恋のままで終われない いつも夢のままじゃいられない -Instrumental- (4:34)
4. 薔薇色の人生 -Instrumental- (3:44)
5. きみと恋のままで終われない いつも夢のままじゃいられない〜TinyVoice Remix〜 (3:43)

## 収録アルバム
・Let's GOAL! 〜薔薇色の人生〜  (#1 #2)
・Mai Kuraki Single Collection 〜Chance for you〜 (#1 #2)

## チャート成績
| チャート                                  | 最高位 |
| ----------------------------------------- | ------ |
| オリコンデイリーシングルランキング        | 2位    |
| オリコン週間シングルランキング            | 4位    |
| オリコン週間合算シングルランキング        | 6位    |
| 2019年オリコン月間シングルランキング3月度 | 22位   |
| アニメシングル週間シングルランキング      | 3位    |
| Billboard JAPAN Top Singles Sales         | 7位    |
| mora 総合 月間シングルランキング          | 2位    |
| mora 総合 2019年 上半期アルバムランキング | 11位   |
| music.jp 週間アルバムランキング           | 2位    |
| music.jp 月間アルバムランキング           | 11位   |
| レコチョク 週間アルバムランキング         | 1位    |
| レコチョク 月間アルバムランキング         | 4位    |
| ドワンゴジェイピー 週間アルバムランキング | 1位    |
| ドワンゴジェイピー 月間アルバムランキング | 2位    |

| チャート                                  | 最高位 |
| ----------------------------------------- | ------ |
| Billboard JAPAN HOT 100                   | 13位   |
| Billboard JAPAN HOT Animation             | 4位    |
| Billboard JAPAN Download Songs            | 10位   |
| mora 総合 月間シングルランキング          | 24位   |
| レコチョク 週間シングルランキング         | 7位    |
| レコチョク 月間シングルランキング         | 14位   |
| レコチョク 上半期シングルランキング2019   | 49位   |
| music.jp 週間シングルランキング           | 13位   |
| music.jp 月間シングルランキング           | 20位   |
| ドワンゴジェイピー 週間シングルランキング | 8位    |
| ドワンゴジェイピー 月間シングルランキング | 13位   |

| チャート                                  | 最高位 |
| ----------------------------------------- | ------ |
| Billboard JAPAN Download Songs            | 15位   |
| Billboard JAPAN HOT Animation             | 19位   |
| mora 総合 月間シングルランキング          | 64位   |
| レコチョク 週間シングルランキング         | 9位    |
| レコチョク 月間シングルランキング         | 21位   |
| music.jp 週間シングルランキング           | 11位   |
| music.jp 月間シングルランキング           | 24位   |
| ドワンゴジェイピー 週間シングルランキング | 6位    |
| ドワンゴジェイピー 月間シングルランキング | 16位   |